# Antonino Lombardo
 (février 2008).
Si vous disposez d'ouvrages ou d'articles de référence ou si vous connaissez des sites web de qualité traitant du thème abordé ici, merci de compléter l'article en donnant les références utiles à sa vérifiabilité et en les liant à la section « Notes et références ».
Pour les articles homonymes, voir Lombardo.
Antonino Lombardo est un théoricien social, né à Liège le 6 janvier 1957. Il est le fils de Giuseppe Lombardo et Rosa Dicara, tous deux originaires de Villarosa dans la province de Enna en Sicile. 
En 1995, refusant le fatalisme du chômage et voulant contrer l'exclusion sociale, il est le promoteur d'un plan de lutte contre le chômage. Ce plan sera baptisé par la presse belge «Plan Lombardo pour l'Emploi».

## Plan Lombardo
Schématiquement, Antonino Lombardo suit le raisonnement suivant : de nombreux emplois socialement utiles dans les communes et le non-marchand peuvent être créés en ayant recours à un fond emploi financé par une cotisation de solidarité et les montants des allocations de chômage.
Ces nouveaux emplois ou emplois de proximité (par exemple : concierges d'écoles, gardiens de parcs ou de plaines de jeux, personnel pour l'entretien des voiries ou l'amélioration de la sécurité…) offrent l'avantage d'écarter les statuts précaires et de renforcer la sociabilité. Étant donné que les titulaires de ces nouveaux emplois contribuent à la sécurité sociale, les finances publiques recouvrent une bonne partie de ce qu’elles engagent.
Le Plan du gouvernement de Lionel Jospin, préconisant la création en France de 350 000 emplois, s'est inspiré en partie du Plan Lombardo.[réf. nécessaire]

## Autres propositions

### Mise en valeur destransports en commun
Parmi les autres projets à caractère social proposés par Antonino Lombardo, il convient de relever celui relatif à la mise en valeur des transports en commun notamment par la gratuité de ceux-ci.
Antonino Lombardo préconise le financement alternatif des transports en commun pour tous les usagers. Le manque à gagner serait compensé par la publicité et des informations non commerciales diffusées par infographie dynamique à bord des autobus. Des écrans intelligents dispenseraient ainsi du contenu à caractère social, économique ou culturel d'une manière dynamique en fonction de l'endroit où se trouveraient les véhicules. Les informations auraient un caractère visuel et pas audio.

### Accessibilité aux malvoyants
Dans le cadre de l'intégration des personnes malvoyantes dans les transports en commun, les différents arrêts seront quant à eux signalés de manière auditive. Impulsée par le projet d’Antonino Lombardo[réf. nécessaire], une expérience-pilote inaugurée par le Ministre des transports wallon a lieu actuellement en Belgique sur deux lignes d’autobus dans la province du Brabant wallon, la ligne W partant de Braine-l'Alleud en direction de Bruxelles et la ligne 19 partant de Nivelles vers Ottignies-Louvain-la-Neuve.